# 慧賢皇貴妃
慧賢皇貴妃（けいけんこうきひ、康熙50年（1711年） - 乾隆10年1月25日（1745年2月25日））は、清の乾隆帝の側妃。鑲黄旗包衣下旗鼓佐領人（内務府所属の漢人）の出身。姓は高氏。河道総督洊陞大学士の高斌の娘。弟は高恒。

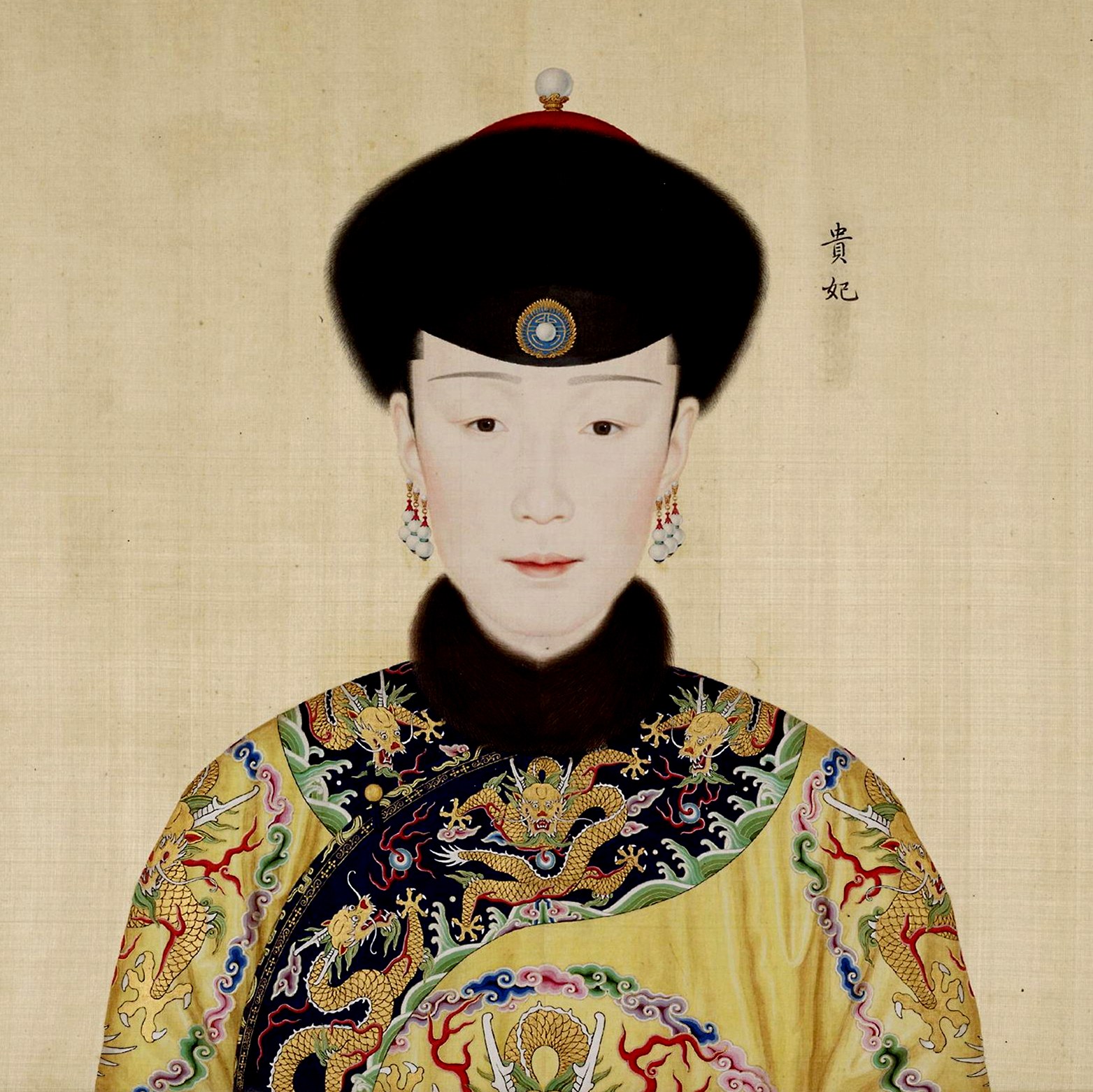
慧賢皇貴妃

はじめ、宝親王の弘暦（のちの乾隆帝）の府邸に入り、使女（側女）となった。雍正12年3月（1734年）、側福晋（側室）となった。
乾隆帝の即位後、乾隆2年（1737年）に貴妃に冊立された。乾隆10年（1745年）、病状が重篤となった際に皇貴妃を授けられたが、2日後に病死した。「慧賢」と諡され、裕陵に陪葬された。
嘉慶23年（1818年）、嘉慶帝により高氏の一族は鑲黄旗包衣旗人から鑲黄旗満洲旗人に抬旗（八旗制のなかで格上の所属に変更すること）され、満州姓「ガオギャ（高佳）」が授けられた。

## 登場作品
- 如懿伝 〜紫禁城に散る宿命の王妃〜（2017年、中国、演：トン・ヤオ）
- 瓔珞〜紫禁城に燃ゆる逆襲の王妃〜（2018年、中国、演：タン・ジュオ（中国語版））

## 伝記資料
- 『清史稿』
- 雍正12年3月高斌謝恩折
- 『慧賢皇貴妃祭文』